# Jenő Pap
Jenő Pap (Budapest, 15 dicembre 1951) è un ex schermidore ungherese, vincitore di due medaglie d'oro e due di bronzo ai campionati mondiali di scherma.